# World Series 1957
Le World Series 1957 sono state la 54ª edizione della serie di finale della Major League Baseball al meglio delle sette partite tra i campioni della National League (NL) 1957, i Milwaukee Braves, e quelli della American League (AL), i New York Yankees. A vincere il loro secondo titolo furono i Braves per quattro gare a tre.
I Braves vinsero trascinati dalle 3 vittorie in altrettante gare complete di Lew Burdette, diventando la prima squadra a conquistare il titolo dopo essersi trasferita da un'altra città. Hank Aaron guidò tutti i battitori con una media battuta di .393 e 11 valide, inclusi un triplo, 3 fuoricampo e 7 punti battuti a casa.
Delle precedenti dieci World Series, gli Yankees avevano partecipato a otto di esse, vincendone sette. Queste furono anche le prime World Series dal 1948 non vinte da una squadra di New York.

## Sommario
Milwaukee ha vinto la serie, 4-3.
| Gara | Data       | Risultato                                              | Stadio         | Tempo | Pubblico |
| ---- | ---------- | ------------------------------------------------------ | -------------- | ----- | -------- |
| 1    | 2 ottobre  | Milwaukee Braves – 1, New York Yankees – 3             | Yankee Stadium | 2:10  | 69.476   |
| 2    | 3 ottobre  | Milwaukee Braves – 4, New York Yankees – 2             | Yankee Stadium | 2:26  | 65.202   |
| 3    | 5 ottobre  | New York Yankees – 12, Milwaukee Braves – 3            | County Stadium | 3:18  | 45.804   |
| 4    | 6 ottobre  | New York Yankees – 5, Milwaukee Braves – 7 (10 inning) | County Stadium | 2:31  | 45.804   |
| 5    | 7 ottobre  | New York Yankees – 0, Milwaukee Braves – 1             | County Stadium | 2:00  | 45.811   |
| 6    | 9 ottobre  | Milwaukee Braves – 2, New York Yankees – 3             | Yankee Stadium | 2:09  | 61.408   |
| 7    | 10 ottobre | Milwaukee Braves – 5, New York Yankees – 0             | Yankee Stadium | 2:34  | 61.207   |

## Hall of Famer coinvolti
- Umpires: Jocko Conlan, Nestor Chylak
- Braves: Hank Aaron, Red Schoendienst, Warren Spahn, Eddie Mathews
- Yankees: Casey Stengel (mgr.), Yogi Berra, Whitey Ford, Mickey Mantle, Enos Slaughter